# Hlynur Bæringsson
Hlynur Bæringsson (Stykkishólmur, 6 luglio 1982) è un ex cestista e allenatore di pallacanestro islandese.

## Carriera
Con l'Islanda ha disputato due edizioni dei Campionati europei (2015, 2017).

## Palmarès

### Giocatore

#### Squadra
- Campionato svedese: 1

Sundsvall Dragons: 2010-11
- Campionato islandese: 1

Snæfell: 2009-2010
- Coppa d'Islanda: 4

Snæfell: 2008, 2010
Stjarnan: 2019, 2020
- Supercoppa d'Islanda: 1

Stjarnan: 2019
- Company Cup: 2

Snæfell: 2004, 2007

#### Individuale
- MVP campionato islandese: 2

2007-08, 2009-10
- MVP playoff campionato islandese: 1

2010
- Miglior difensore campionato islandese: 3

2007-08, 2009-10, 2016-17
- Miglior giovane campionato islandese: 1

1998-99
- Miglior difensore campionato svedese: 2

2012-13, 2013-14